# Zangjiazhuang (köpinghuvudort i Kina, Shandong Sheng, lat 37,47, long 120,99)
Zangjiazhuang (kinesiska: 臧家庄, 臧家庄镇) är en köpinghuvudort i Kina. Den ligger i provinsen Shandong, i den östra delen av landet, omkring 370 kilometer öster om provinshuvudstaden Jinan. Antalet invånare är 72 864. Befolkningen består av 35 407 kvinnor och 37 457 män. Barn under 15 år utgör 8,0 %, vuxna 15-64 år 77 %, och äldre över 65 år 13,0 %.
Runt Zangjiazhuang är det tätbefolkat, med 319 invånare per kvadratkilometer. Närmaste större samhälle är Guxian, 16,9 km nordost om Zangjiazhuang. Trakten runt Zangjiazhuang består till största delen av jordbruksmark.
Genomsnittlig årsnederbörd är 748 millimeter. Den regnigaste månaden är juli, med i genomsnitt 264 mm nederbörd, och den torraste är februari, med 12 mm nederbörd.